# Johan Frederik Gronovius
Johan Frederik Gronovius (Leida, 1686 – 1762) è stato un botanico olandese, tra i maestri di Carlo Linneo.
Era figlio di Jakob Gronov, un filologo olandese.
Nel 1739 pubblicò Flora Virginia, basato sugli appunti botanici che gli erano spediti dal botanico statunitense John Clayton senza il permesso di quest'ultimo.
Nel 1737 descrisse la Gerbera.